# Dianthus macedonicus
Dianthus macedonicus är en nejlikväxtart som beskrevs av K. Micevski. Dianthus macedonicus ingår i släktet nejlikor, och familjen nejlikväxter. Inga underarter finns listade i Catalogue of Life.